# Мило (река)
Мило (фр. Milo) — река в Западной Африке на территории Гвинеи. Правый приток реки Нигер. Длина реки составляет 320 км. Площадь бассейна реки составляет 13,5 тысяч км².
Исток реки расположен на юге Гвинеи, в провинции Нзерекоре, далее река течёт на север, где проходит через провинции Фарана и Канкан. На реке расположен город Канкан. Устье реки расположено у селения Ниандан-Коро в 10 км к югу от города Сигири.
Питание реки преимущественно дождевое. Коэффициент стока составляет 30 %. В последние десятилетия для Мило характерно сокращение объёма стока. Если до 1960 года среднегодовой объём сока составлял 275 км³, то по результатам наблюдений 1980—2004 годов этот показатель составил всего 160 км³.
Река судоходна для плоскодонных барж от устья до города Канкан. В колониальный период Мило имела важное транспортное значение. Она являлась частью транспортного пути от Атлантического океана до Бамако (железной дорогой от Конакри до Канкана, от Канкана на судах по Мило и Нигеру). Однако после объявления независимости внутрирегиональные транспортные потоки в Западной Африке сократились и водный путь потерял своё значение.
Река и окружающие её водно-болотные угодья входят в список Рамсарской конвенции о водно-болотных угодьях международного значения. В 1987—1989 годах река была серьёзно загрязнена алмазодобывающими компаниями.